# Kira Rudyk
Kira Oleksandrivna Rudyk (Ujhorod, 14 de outubro de 1985) é uma programadora e política ucraniana. Exerce o cargo de líder do seu partido, o Voz e membro do Parlamento da Ucrânia desde 2019.

## Biografia
Rudyk nasceu na cidade Ujhorod, localizada no oeste da Ucrânia, no ano de 1985 - enquanto a o país ainda denominava-se República Socialista Soviética da Ucrânia, em referência à anexação pela União Soviética. Rudyk formou-se no ano de 2008 na Universidade Nacional da Academia Kyiv-Mohyla no curso Sistemas e Tecnologias de Controle de Informação, voltado para área de computação. Trabalhou em diversas empresas de Tecnologia da informação (TI) na Ucrânia e nos Estados Unidos, ascendendo em altos cargos no meio empresarial.
No ano de 2005, Rudyk iniciou sua carreira em TI como testadora de software na Software MacKiev e em 2010 passou para funções de liderança na MiMedia, onde passou de 2010 até 2013 com um períodos nos Estados Unidos de três meses e na TechTeamLabs entre 2013 e 2016.
Em 2016, ela se tornou a gerente operacional chefe da Ring Ukraine. Posteriormente, a empresa de tecnologia foi adquirida pela Amazon em uma compra de um bilhão de dólares.

### Carreira política
Rudyk participou das eleições parlamentares ucranianas de 2019 e foi eleita Deputada, contestando a eleição em terceiro lugar na lista eleitoral do Voice - seu partido.  Depois que Svyatoslav Vakarchuk deixou o cargo de líder do Voice em 12 de março de 2020, Rudyk foi eleita para substituí-lo.
No congresso do partido Voice de 29 de julho de 2021, sete dos deputados do partido foram expulsos da sigla. Cinco deles já tinham escrito declarações para deixar o partido. Estes cinco estavam insatisfeitos com, segundo eles, a "sufocação do controle de Kira Rudyk sobre o partido."
No ano seguinte, durante a Invasão da Ucrânia pela Rússia em 2022, Rudyk postou uma foto em sua conta no Twitter segurando uma AK-47 e afirmando que estava disposta a atirar contra as tropas russas de Vladimir Putin.  A postagem viralizou na rede social e ganhou destaque em diversos setores da imprensa pelo mundo. Em entrevista ao jornal indiano, India Today, Rudyk criticou Putin e defendeu a legitimidade de Volodymyr Zelensky no cargo de presidente da Ucrânia.